# Longitud del periàpside

Elements orbitals d'un cos al voltant del Sol.

La {\displaystyle {\bar {\omega }}\,} (longitud del periàpside) és la suma de dos angles mesurats en plans diferents: la longitud del node ascendent ({\displaystyle \Omega \,\!}) mesurat sobre el pla de referència, i l'argument del periàpside ({\displaystyle \omega \,\!}) mesurat sobre el pla de l'òrbita:
{\displaystyle {\bar {\omega }}=\Omega +\omega \,}
En el cas del Sol se l'anomena longitud del periheli i en el cas de la Terra longitud del perigeu.